# Georgiens herrlandslag i ishockey
Georgiens herrlandslag i ishockey är Georgiens nationella ishockeylag, och medlem i International Ice Hockey Federation. 
Georgien spelade sin första match representerande Georgiska SSR under vinterspartakiaden 1962 i Sverdlovsk. Georgien spelade tre matcher och förlorade mot Litauiska SSR med 5-2 och Kazakiska SSR med 11-3, varefter man slog Armeniska SSR med 4-1. År 2009 gick Georgien med i International Ice Hockey Federation som en associerad medlem. Georgien återvände till internationellt spel år 2010 då man spelade två vänskapsmatcher i Armeniens huvudstad Jerevan, mot Sydafrika och Armenien. Man förlorade bägge matcherna med 8-1 respektive 22-1.
Georgien kommer under hösten av 2012 att försöka kvala sig in till VM Division III. 2014 gjorde laget sin första VM-turnering i Division III i Luxemburg. Den 9 april 2015 tog Georgien sin första seger i en VM-turnering någonsin genom att vinna mot Bosnien/Hercegovina med 4-1.

## OS-turneringar
- 2010 - OS i Vancouver, Kanada - deltog ej
- 2014 - OS i Sotji, Ryssland - deltog ej

## VM-turneringar
- 2013 - VM Division III kval i Förenade Arabemiraten - fyra (sist), 3 matcher, 0 segrar, 3 förluster, 0 sudden deaths-/straffläggningssegrar, 0 sudden deaths-/straffläggningsförluster, 1 gjort mål, 28 insläppta mål, 0 poäng.
- 2014 - VM Division III i Luxemburg - sexa (sist), 5 matcher, 0 segrar, 5 förluster, 0 sudden deaths-/straffläggningssegrar, 0 sudden deaths-/straffläggningsförluster, 3 gjorda mål, 78 insläppta mål, 0 poäng.
- 2015 - VM Division III i Turkiet - femma, 6 matcher, 1 seger, 4 förluster, 1 sudden deaths-/straffläggningsseger, 0 sudden deaths-/straffläggningsförluster, 20 gjorda mål, 56 insläppta mål, 5 poäng.
- 2016 - VM Division III i Turkiet - sexa (sist), 5 matcher, 0 segrar, 5 förluster, 0 sudden deaths-/straffläggningssegrar, 0 sudden deaths-/straffläggningsförluster, 0 gjorda mål, 25 insläppta mål, 0 poäng.
- 2017 - VM Division III i Bulgarien - trea (brons), 5 matcher, 3 segrar, 2 förluster, 0 sudden deaths-/straffläggningssegrar, 0 sudden deaths-/straffläggningsförluster, 46 gjorda mål, 23 insläppta mål, 9 poäng.
- 2018 - VM Division III i Sydafrika - etta (guld), 5 matcher, 4 segrar, 1 förlust, 0 sudden deaths-/straffläggningssegrar, 0 sudden deaths-/straffläggningsförluster, 35 gjorda mål, 12 insläppta mål, 12 poäng.

## VM-statistik

### 2013-
| VM-Turneringar | Matcher | Segrar | Förluster | Sudden deaths-/Straffläggningssegrar | Sudden deaths-/Straffläggningsförluster | Gjorda mål | Insläppta mål | Poäng |
| -------------- | ------- | ------ | --------- | ------------------------------------ | --------------------------------------- | ---------- | ------------- | ----- |
| VM             | 0       | 0      | 0         | 0                                    | 0                                       | 0          | 0             | 0     |
| Division I     | 0       | 0      | 0         | 0                                    | 0                                       | 0          | 0             | 0     |
| Division II    | 0       | 0      | 0         | 0                                    | 0                                       | 0          | 0             | 0     |
| Division III   | 26      | 8      | 17        | 1                                    | 0                                       | 104        | 194           | 26    |

- ändrat poängsystem efter VM 2006, där seger ger 3 poäng istället för 2 och att matcherna får avgöras genom sudden death (övertid) och straffläggning vid oavgjort resultat i full tid. Vinnaren får där 2 poäng, förloraren 1 poäng.

## Spelade matcher
Avser matcher fram till 12 april, 2015
| Lag                     | S | V | O | F | GM | IM |
| ----------------------- | - | - | - | - | -- | -- |
| Armenien                | 1 | 0 | 0 | 1 | 1  | 22 |
| Armeniska SSR           | 1 | 1 | 0 | 0 | 11 | 2  |
| Bosnien och Hercegovina | 1 | 1 | 0 | 0 | 4  | 1  |
| Bulgarien               | 1 | 0 | 0 | 1 | 1  | 19 |
| Estniska SSR            | 1 | 0 | 0 | 1 | 1  | 11 |
| Förenade Arabemiraten   | 3 | 1 | 0 | 2 | 7  | 19 |
| Grekland                | 1 | 0 | 0 | 1 | 0  | 13 |
| Hongkong                | 2 | 0 | 0 | 2 | 3  | 23 |
| Kazakiska SSR           | 1 | 0 | 0 | 1 | 3  | 11 |
| Kirgiziska SSR          | 1 | 1 | 0 | 0 | 1  | 0  |
| Lettiska SSR            | 1 | 0 | 0 | 1 | 0  | 13 |
| Litauiska SSR           | 2 | 0 | 0 | 2 | 4  | 17 |
| Luxemburg               | 2 | 0 | 0 | 2 | 3  | 34 |
| Mongoliet               | 1 | 0 | 0 | 1 | 0  | 6  |
| Nordkorea               | 2 | 0 | 0 | 2 | 5  | 34 |
| Sydafrika               | 1 | 0 | 0 | 1 | 1  | 8  |
| Turkiet                 | 1 | 0 | 0 | 1 | 1  | 13 |